# Yves Rocher
Yves Rocher (читається Ів Роше) — французька косметична корпорація, заснована 1959 року в селищі Ла-Гасії в Бретані (Франція). Засновник компанії, уродженець Ла-Гасії Ів Роше, створив лабораторію рослинної біології, почавши продаж продукції поштою та подарунки в подяку за замовлення.
Сучасний «Ів Роше» — це мережа косметичних бутиків у Франції; також у 80 країнах діє 4000 торговельних точок. В Україні перший магазин відкрито у 1992 році.
Національне агентство України з питань запобігання корупції внесло французьку компанію Yves Rocher до переліку міжнародних спонсорів війни в Україні.

## Захист навколишнього середовища
Для скорочення використання пластику з 1993 року заводи компанії почали виробництво змінних екокартриджів для гам Hamamelis (Гамамеліс), Inositol Vegetal (Рослинний Інозитол).
1991 року було створено фонд Ів Роше, який очолює син Іва Роше — Жак Роше. Фонд Ів Роше є партнером всесвітньої кампанії «Озеленимо планету разом» під егідою UNEP (Програма ООН з навколишнього середовища).

## Політичний скандал у Росії
У грудні 2012 року за заявою Бруно Лепру, директора російської філії «Ів Роше» — компанії «Ів Роше Схід», російському політику Олексію Навальному і його братові Олегу були пред'явлені звинувачення в шахрайстві та легалізації грошових коштів, отриманих злочинним шляхом. Ряд ЗМІ, зокрема «Газета.Ru» і «Новая газета», звинуватили компанію «Ів Роше» і директора її російської філії Бруно Лепру в пособництві політичним репресіям і написанні неправдивого доносу на Олексія Навального, у зв'язку з чим ряд приватних осіб оголосили бойкот продукції компанії. Згодом Бруно Лепру відмовився бути потерпілим у цій справі, склав свої повноваження і виїхав з Росії.
У листопаді 2013 року Басманний суд Москви наклав арешт на майно братів Навальних як забезпечувальний захід за можливими позовами про відшкодування шкоди компанії «Ів Роше».
З серпня 2014 року в Європі набирає сили рух «Одне питання до Yves Rocher» з метою закликати компанію Yves Rocher зайняти чітку позицію у справі Навального. На початок жовтня її підписало понад 15 тисяч осіб, у тому числі Сергій Гурієв і Михайло Ходорковський.

## Yves Rocher на російському ринку
1991 року компанія почала діяльність у Росії після розпаду СРСР, відтоді вона почала роботу в Україні та Білорусі, станом на 2023 рік має 430 бутиків і 20 салонів у 170 містах Росії, 90 магазинів в Україні та 30 магазинів у Білорусі. 2012 року російська дочірня компанія Yves Rocher подала скаргу на транспортну компанію, акціонером якої був Навальний, звинувативши її в шахрайстві. Навального було засуджено до умовного терміну, а 2021 року було ув'язнено за невиконання судового нагляду.
Після повномасштабного вторгнення РФ до України 2022 року, компанія тимчасово призупинила діяльність, але у квітні 2022 року бутіки компанії повторно відкрилися.
Компанія відмовилася піти з Росії, заявивши, що призупиняє інвестиції та медіаприсутність у країні. Компанію звинуватили у просуванні расистських наративів після публікації в інтернеті листівки з рекламою кампанії «Російська краса». 2022 року компанія сплатила $6 млн податків у Росії, в результаті чого Європейським парламентом її було визнано державним спонсором тероризму.

## Історія
1959 — На горищі свого рідного дому в Ла-Гасії пан Ів Роше виготовляє перший крем на основі Пшінки весняної (народна назва якої маслянка), а потім випускає його в продаж поштою.
1965 — Ів Роше випускає свою першу «Зелену Книгу Краси». Тепер вона поширюється в 10 мільйонах примірниках і перекладена на 22 мови, включаючи книгу зі шрифтом Брайля.
1969 — Будівництво індустріального центру La Croix des Archers. Відкриття першого магазину — Центр краси Yves Rocher в Парижі на бульварі Осман.
1970 — Вихід на міжнародний ринок: відкриття магазинів у Бельгії та Швейцарії.
1975 — Створення Ботанічного саду для вивчення, охорони та поширення знань про рослини.
1985 — Компанія Yves Rocher запустила першу гаму засобів для догляду за шкірою обличчя на основі рослинної ДНК.
1989 — Ів Роше — перша європейська компанія, яка відмовилася від проведення тестів на тваринах.
1991 — Створення Фонду Ів Роше із захисту природи, з 2001 Фонд знаходиться під егідою Інституту Франції.
1992 — Компанія отримала премію довкілля в галузі промисловості (APAVE).
1993 — Запуск першого еконаповнювача для шампуню гами Hamamelis (Гамамеліс), що дозволило скоротити використання пластику на 75 %.
1994 — Створення однієї з найпопулярніших гам Plaisirs Nature (Плезір Натюр)
1997 — 55 гектарів полів, що належать Марці, визнані полями БІО.
1998 — Відкриття Вегетаріума, першого музею в Європі, присвяченого інноваціям в області рослинного світу.
2000 — Відкриття інтернет-магазину.
2003 — Компанія випустила першу серію засобів проти старіння зі 100 % рослинними біорегуляторами.
2006 — Відмова від використання пластикових пакетів у магазинах, запуск тканинних екосумок.
2007 — У рамках кампанії «Озеленимо планету разом» марка Ів Роше взяла на себе зобов'язання висадити 1 мільйон дерев. У 2010 марка збільшила своє зобов'язання до 50 мільйонів.
2008 — Ребрендинг: створення нового логотипу та нової концепції магазинів — «Студій Рослинної Косметики».
2009 — Відкриття Екоготелю SPA La Grée des Landes.
2010 — Марка Ів Роше відсвяткувала 50-річний ювілей.
Станом на 2009 група Yves Rocher включала 2000 магазинів у 30 країнах. У корпорації працює понад 15 тисяч людей. Обсяг продажів компанії досягає 2 млрд євро. Yves Rocher виробляє 700 видів продукції, які представляють усі гами косметичних засобів: догляд за обличчям, парфумерія, макіяж, догляд за тілом. На заводах компанії виробляється близько 300 млн косметичних засобів на рік. Щорічно відправляється 26 млн посилок.
До групи Yves Rocher входять марки Petit Bateau, Dr Pierre Ricaud, Daniel Jouvance, Stanhome-Kiotis, Galerie Noémie, Isabelle Derroisné, Françoise Saget.
Ів Роше, засновник компанії, залишався президентом Ради корпорації Yves Rocher до своєї смерті 29 грудня 2009. Віцепрезидент Ради корпорації Yves Rocher — Бріс Роше, онук Іва Роше.
2022 року, після початку повномасштабного вторгнення РФ до України, компанія продовжила роботу у РФ, заплативши протягом 2022 року $6 млн податків. Національне агентство України з питань запобігання корупції внесло компанію до переліку міжнародних спонсорів війни в Україні.